# 切爾沃納吉爾卡 (巴拉克列亞區)
49°28′3″N 36°37′21″E / 49.46750°N 36.62250°E
切爾沃納-希爾卡（烏克蘭語：Червона Гірка）是位於烏克蘭東部的村莊，由哈爾科夫州伊久姆區的頓涅茨市鎮負責管轄。該村始建於1918年，面積0.17平方公里，海拔高度106米，2001年人口34，人口密度每平方公里197.7人。